# Atomic Betty
Pour les articles homonymes, voir Betty.
Atomic Betty est une série télévisée d'animation franco-canadienne en 78 épisodes de 22 minutes (156 segments de 11 minutes) créée par Rob Davies et Adrian Raeside, produite par Atomic Cartoons, Breakthrough Films & Television et Télé Images Kids, diffusée du 1er septembre 2004 au 29 janvier 2008 sur la chaîne Télétoon au Canada, puis sur Cartoon Network (dans Cartoon Cartoon) aux États-Unis du 17 septembre 2004 au 29 janvier 2008,.
En France, la série est diffusée sur M6 depuis le 1er septembre 2004, puis sur Télétoon, et rediffusée sur Gulli. Au Québec, elle est diffusée sur Télétoon depuis 2004.
En Belgique, la série est diffusée sur Club RTL.

## Synopsis
Betty Barrett est une adolescente ordinaire qui apprécie l'école, les films de science-fiction, chanter dans son groupe et rêvasser au sujet de vivre dans l'espace, vivant à Moose Jaw Heights (une ville fictive inspirée de Moose Jaw, Saskatchewan). Cependant, au grand secret de sa famille et de ses amis, elle est une gardienne galactique, dont la mission est d'instaurer la paix au sein de la galaxie. Sous son identité d'Atomic Betty, assistée de son pilote Sparky et d'un robot polyglotte nommé X-5, elle affronte de façon récurrente Maximus Q.I. (incluant Minimus) et d'autres antagonistes. Bien qu'elle soit une adolescente ordinaire sur Terre, Atomic Betty est une superstar connue et appréciée dans la galaxie et possède même un fanclub d'admirateurs loyaux.
Dans chaque épisode, un problème survient quelque part dans la galaxie, habituellement lorsque Betty est avec ses amis. Invariablement, son bracelet clignote, signe qu'elle doit s'éclipser et enfiler sa tenue de combat de gardienne galactique, qui lui permet l'utilisation d'un nombre varié d'armes, de gadgets et autres capacités spéciales. Accompagnée de son équipe, Betty réussit à battre ses ennemis et revenir auprès de son entourage pour expliquer son absence.

## Production
Atomic Cartoons, localisé à Vancouver, en Colombie-Britannique, au Canada, produit ses animations en utilisant Adobe Flash. Tele Images Kids produit les images et dirige le doublage pour la version française. Breakthrough Films & Television distribue la série en dehors des frontières canadiennes à l'exception de l'Espagne, du Portugal et d'Andorre.
Une suite de la série était prévu dès 2010, mais a été annulé avant même le début de la production par Atomic Cartoons.

## Épisodes

### Première saison (2004-2005)
L'ordre suit celui de Cartoon Network aux États-Unis.
1. Atomic Roger (Atomic Roger)
2. Cool Betty cool ! (Toxic Talent)
3. Un après-midi de chat (But the Cat Came Back!)
4. Assaut à la thalasso (Lost in Spa)
5. Maître Kanushu (Spindly Tam Kanushu)
6. Sauvez Aquarius ! (Science Fair)
7. Sparktchoum (Furball for the Sneeze)
8. Les monstro-plantes (Maximus Displeasure)
9. Le Caméléon (The Doppelganger)
10. Les Bougies pour Maximus (Cosmic Cake)
11. Tétinator 1 (Attack of the Evil Baby)
12. Galactic Survivor (Space Brains)
13. Mission Halloween (When Worlds Collide)
14. Le Vaisseau fantôme (The Ghost Ship of Aberdeffia)
15. Sparky à tout prix (The Great Race)
16. Les Aventuriers de l'œuf perdu (Poached Egg)
17. Ma sirène bien-aimée (Really Big Game)
18. Le piège était presque parfait (Substitute)
19. 13 minutes chrono (Self Sabotage)
20. Le petit musée des horreurs (Crass Menagerie)
21. Le bon, la brute et le Sparky (The Good, the Bad, and the Sparky)
22. Tchao X-5 (Bye-Bye X-5)
23. Les robots contre-attaquent (Battle of the Bots)
24. Le Mariage de mon meilleur Martien (Martian Makeover)
25. Quand Roger rencontre Betty (Betty's Secret Admirer)
26. Tournez planètes ! (Slime of the Century)
27. Les dents de l’espace (Solar System Surfin')
28. Complètement givrés ! (Winter Carnival)
29. Le secret des pharaotins (Power of the Pharoah)
30. Mister Superméchant (And the Winner is)
31. Les Triplettes de l'espace (The Trouble With Triplets)
32. Spider Betty (Spider Betty)
33. Black-out (Power Arrangers)
34. Mission cauchemar (Dream Come True)
35. Mille-et-deux pattes (Betty Vs. the Giant Killer Ants)
36. Mauvais plan (Best (Mis)Laid Plans)
37. Snow business (No Business Like Snow Business)
38. Atomic raider (Infantor Rules!)
39. Pirates des Coraïdes (Galactic Pirates of the Corralean)
40. Chewing-girl (Masticula)
41. Chérie, j'ai rétréci Betty ! (The Incredible Shrinking Betty)
42. Un ami pour la vie (Friends for Eternity)
43. Le Magicien d’Orb (Wizard of Orb)
44. Maxi-land (Max-Land)
45. Les tontons voleurs (Like Father, Like Scum)
46. Le roi des Tritus (Planet Stinxx)
47. Intelligence Très Artificielle (I.T.A.) (Dr. Cerebral and the Stupifactor Ray)
48. Sous le plus grand chapiteau de l’espace (Big Top Betty)
49. L’étrange Noël de Miss Betty (Twas the Fight Before Xmas)
50. Toy hystérie (Toy Hystoryia)
51. Docteur Cérébral et Mister Monstre (Franken Brain)
52. Bad Académie (Evil Idol)

### Deuxième saison (2005-2006)
1. Recherche bracelet désespérément (partie 1) (Bracelet Yourself - Part 1)
2. Recherche bracelet désespérément (partie 2) (Bracelet Yourself - Part 2)
3. Mon voisin le tyran (The New Neighbor)
4. Reine d'un jour (Pre-Teen Queen of Outer Space)
5. Tatie Marcelle (Auntie Matter)
6. Aïe robot (Oy, Robot)
7. La nuit des loups-garous de l'espace (Werewolves in Zeebot)
8. Le retour de la momie (Return of the Pharaoh)
9. Un poisson nommé soda (Pop Goes the Maxx)
10. Trois gardiens et un couffin (Sleeping Like a Baby)
11. À la poursuite du diamant géant (Ferried Treasure)
12. Rayon X (The X-Rays)
13. Le petit chat de l'opéra (By Virtuoso of Insanity)
14. Dans la peau de Minimus (SWITCHMO-tized)
15. Capitaine Sparky (Captain Sparky)
16. Allô la terre, ici Roger ! (Earth to Roger)
17. La faute à pas de chance (Hi-Jinxed)
18. Robot-Betty (Robo-Betty)
19. L'armée des 12 000 Betty (Take 2 Evils and Call Me in the Morning)
20. Le scribe (The Scribe)
21. Mad maximus (Mad Maximus)
22. Les majorettes infernales (The Cheerleaders of Doom)
23. Un génie mal dans ses baskets (Reeking Havoc)
24. La guerre du bougon (Practically Joking)
25. Le crime de l'Océanique express (The Great Sub-TRAIN-ean Robbery)
26. Qui veut la peau de Minimus ? (The Minion)
27. Ennemi pour la vie (Eternal Elixir)
28. Lune de miel (Bee Movie)
29. Zéro de conduite (Evil Juniors)
30. Sparky d'Arabie (As the Worm Turns)
31. Beauté fatale (Extreme Makeover)
32. 4 braquages et 1 enlèvement (Once Bitten, Twice Slimed)
33. Le géant de pierre (The Collector)
34. L'attaque du clone (Night of the DeGilla Monster)
35. Sparky et la plante magique (Big Bad Plant From Outer Space)
36. La mésaventure intérieure (Nuclea Infected)
37. Atomic à l'école des casse-pieds (The Brat Pack Attack)
38. Une brève histoire de moisi (A Fungus Amongus)
39. Essorez vos mouchoirs (The Gazundheit Factor)
40. Les aventures du chat toqué (Good Kitty)
41. La face cachée de Minimus (Strange Case of Minimus-Hyde)
42. L'année des dragons (The Market)
43. Les gardiens ne meurent jamais (Galactic Guardians No More!)
44. Le retour du scribe (Scribe 2: The Re-Scribing)
45. Le silence des altos (No-Hit Wonders)
46. Licence DeGill (License DeGill)
47. Kanushu, où es-tu ? (Case of the Missing Kanushu)
48. Retour vers le passé (Devolution City)
49. L'amulette de Changri-la-di-la (Amulet of Shangri-La-De-Da)
50. L'habit ne fait pas le vilain (Best Dressed Villain)
51. Petites confidences entre amies (Partie 1) (Takes One to Know One - Part 1)
52. Petites confidences entre amies (Partie 2) (Takes One to Know One - Part 2)

### Troisième saison (2007-2008)
1. Retour sur Terre (Partie 1) (No Space Like Home - Part 1)
2. Retour sur Terre (Partie 2) (No Space Like Home - Part 2)
3. Zizanie familiale (Family Feuds)
4. Un diamant nommé Zaza (Girl Power)
5. Aarg ! C'est les vacances moussaillon (Aarrgh...It Be 'Olidays!)
6. Robot-rodéo (Rodeo Robots)
7. L'invasion des bébés (Who's the Baby Now?)
8. Le recombinator (Spliced)
9. Poisson d'avril (April Fools Overture)
10. Victimes de la mode (Crimes of Fashion)
11. Creusez, creusez (The Big Dig)
12. J'ai épousé une extra-terrestre (Wedding Crashers)
13. La nuit des momies vivantes (Night of the Living Mummies)
14. Citrouille ouille ouille (Trick or Creep)
15. Roger, où es-tu ? (Roger, Where Are You?)
16. Betty la rouquine (Betty the Red)
17. Mini Maximus (Mini-Maximus)
18. Sparky, bête de cirque (Circus Sparkimus)
19. Bongos à gogo (Shake Your Booga)
20. Héros malgré lui (Cosmic Comicon)
21. Galactique Rock Attitude (A Hard Day's Fight)
22. Il n'y a que la vérité qui blesse (If The Shoe Fits...)
23. Ça tourne à Moosejaw (It Came from Hollywood)
24. Lulu la goulue (Lulu on the Loose)
25. Complètement mordus (Love Bites)
26. Vertige de l'amour (Zulia's New Beau)
27. Betty et la Bête (Betty and the Beast)
28. Le miroir de Morgane (Mirror of Morganna)
29. Betty, reine de la vague (Beach Blanket Betty)
30. Glaçothérapie (Ice Queen)
31. L'âge ingrat (Bold Age)
32. Comme chien et chat (Cat Fight)
33. Jeu Apocalyptique (The Doomsday Game)
34. DeGill et Fils (DeGill and Son)
35. Graine de star galactique (Vaudevillains)
36. Le Gardien Mandchou (The Manchurian Guardian)
37. Élémentaire mon cher Minimus (Elementary, My Dear Minimus)
38. L'Œuf du dragon (Great Eggspectations)
39. Ça sent le Blugo (Scent of a Blugo)
40. Amour interdit (Star-Crossed Lovers)
41. Les joies du camping (Boot Camp Betty)
42. Règlement de comptes à Moosejaw (A Finful of Dollars)
43. Espace déco (Invading Spaces)
44. À vos souhaits (Make a Wish)
45. Règlement de Contes (Fairytale Fate)
46. Monstres de glaces (Ice Monsters)
47. La Voie de la Saucisse (The Way of the Weiner)
48. Les boutons contre-attaquent ! (Pimplepalooza)
49. Bon chien, Noé ! (Noah's Bark)
50. Reine d'un jour (Queen for a Day)
51. Le futur, c'est maintenant ! (Partie 1) (The Future Is Now! - Part 1)
52. Le futur, c'est maintenant ! (Partie 2) (The Future Is Now! - Part 2)

## Voix
- Nathalie Bienaimé : Betty Barrett
- Constantin Pappas : Sparky
- Frédéric Souterelle : X-5, Amiral DeGill, Maximus Q.I.
- Patrick Pellegrin : Minimus, Barbe Verte, Plutor, Goliath, Antoine Lucci, Dylan
- Gwenaëlle Julien : Paloma, Noé, Mégane
- Marie Diot : Zulia, Pénélope Lang
- Nayéli Forest : mère de Betty
- Bernard Jung : père de Betty, Proviseur Pelletier
- Patrick Noérie : Capt'ain Chuck
- François Vincentelli : Barney, Hypno

## Personnages

### Personnages principaux
- Betty/Atomic Betty : la protagoniste de la série. Betty est une jeune terrienne intelligente, très belle, aimant l'école et la science-fiction. En secret, elle fait partie, sous le nom d'Atomic Betty, des Gardiens Galactiques, une sorte de police de l'espace. Bien que n'ayant pas de pouvoirs à proprement parler, c'est une combattante douée, capable de vaincre des robots à mains nues, et son bracelet incorpore diverses fonctions et gadgets utiles. Si elle est plutôt ignorée sur Terre, Betty est une vraie star en tant que gardienne galactique, avec même son propre fan-club.
- Sparky : cet extra-terrestre est le pilote du vaisseau de Betty et le second de cette dernière. Sparky a la peau verte, un gros nez, les cheveux bleus et des oreilles pointues (bien que ce dernier détail soit rarement visible en raison de la cagoule de sa combinaison). Dévoué à Betty, il est en général joyeux et assez plaisantin. C'est aussi un glouton et un enthousiaste.
- X-5 : véritable encyclopédie vivante sur l'univers des extra-terrestres, X-5 est un robot servant en général de technicien et d'informateur. À l'opposé de Sparky, il est très sérieux, n'étant pas programmé pour avoir un sens de l'humour. Il peut éventuellement se montrer efficace au combat, grâce à différents gadgets.

### Ennemis
- Maximus QI : seigneur extra-terrestre ressemblant à un chat, et ennemi juré de Betty. Quand Maximus ne met pas au point des plans pour accomplir des crimes en tout genre, il cherche à trouver le monde natal de Betty pour y répandre le chaos. Bien que plutôt ridicule, il reste assez dangereux pour constituer un adversaire sérieux.
- Minimus UP : soufifre de Maximus. il est maladroit et fidèle même si Maximus est très méchant avec lui. Il a la particularité d'avoir deux têtes qui expriment tantôt sa personnalité affective et tantôt sa personnalité colérique.

## Adaptation
Atomic Betty a fait l'objet d'une adaptation sous la forme d'un jeu vidéo d'action et de réflexion sorti en 2005 sur Game Boy Advance. Il a obtenu la note de 6/10 sur le site GameZone